# Ricki and the Flash
Ricki and the Flash (prt: Ricki e os Flash; bra: Ricki and the Flash: De Volta pra Casa) é um filme de comédia dramática estadunidense, realizado por Jonathan Demme e escrito por Diablo Cody. É protagonizado por Meryl Streep, Mamie Gummer, Kevin Kline, Sebastian Stan, Rick Springfield, Audra McDonald e Ben Platt. 
É o terceiro filme em que Meryl Streep e sua filha Gummer atuam juntas, após A Difícil Arte de Amar de 1986 e Evening de 2007, e também o terceiro filme em que Streep filma com Kline, seu colega de elenco em A Escolha de Sofia e A Prairie Home Companion.
Foi lançado nos Estados Unidos em 7 de agosto de 2015 e nos países lusófonos em 3 de setembro de 2015.

## Sinopse
Ricki (Meryl Streep) é uma mulher que está envelhecendo e abandonou a família para realizar o sonho de se tornar uma famosa estrela do rock. Recebe uma última chance de endireitar as coisas quando seu ex-marido Pete (Kevin Kline) pede que vá até Chicago para ajudar sua filha, Julie (Mamie Gummer), que está se divorciando.

## Elenco
- Meryl Streep como Ricki Rendazzo/Linda
- Mamie Gummer como Julie
- Kevin Kline como Pete
- Sebastian Stan como Joshua
- Rick Springfield como Greg
- Audra McDonald como Maureen
- Ben Platt como Daniel
- Charlotte Rae como Oma
- Rick Rosas como Buster
- Gabriel Ebert como Max
- Carmen Carrera como Cabeleireiro de Ricki

## Produção
No dia 25 de março de 2014, foi anunciado que Meryl Streep tinha assinado um contrato para protagonizar o filme como uma estrela do rock que abandonou sua família quando era mais jovem, em busca de fama e fortuna. Jonathan Demme foi contratado para realizar o filme, baseado na ideia e no argumento original de Diablo Cody, que Marc E. Platt e Mason Novick iriam produzir. Mais tarde, em 1º de abril, a companhia produtora TriStar Pictures estava a fechar o acordo final para financiar e distribuir o título do filme: Ricki and the Flash, Thomas Rothman da TriStar, ganhou a proposta do projeto que incluiriam vários outros estúdios como a Universal, Weinstein e Fox 2000 que iriam adquirir os direitos do filme, que Novick foi confirmado para produzir. O projeto foi confirmado e definido para ser feito no outono de 2014, enquanto Streep estava se preparando para atuar no filme como Rick, a estrela do rock.
Em 17 de junho, Kevin Kline e Mamie Gummer assinaram o contrato para participar do filme: Kline atuaria como Pete, o ex-marido de Ricki, enquanto Gummer, que é filha de Streep na vida real, iria atuar como Julie, a filha divorciada de Ricki. Em 6 de agosto, Rick Springfield se juntou ao elenco do filme e atuaria como o guitarrista da banda musical de Ricki, que também tem uma queda por ela. Em 8 de agosto, Ben Platt foi adicionado ao elenco e faria o papel de Daniel, o garçom de Ricki e o patrocinador dos Flash. Em 24 de outubro, Sebastian Stan também se juntou ao elenco, para atuar como Joshua, o filho distante de Ricki.
Em 1 de agosto de 2014, a revista The Hollywood Reporter publicou uma história sobre Streep que estava a trabalhar duro para aprender a tocar violão no filme. O escritor Cody contou ao THR: "A razão pela qual nós não gravamos ainda o filme é porque Meryl está aprendendo a tocar." O filme é uma inspiração para a mãe de Cody que liderou uma banda de bar em Nova Jérsia durante anos; disse Cody: "Eu a vi no palco tantas vezes, e pensei, 'A vida desta mulher é um filme.'" Cody disse que ela criou a personagem principal, uma musicista talentosa que enfrenta as consequências de ter escolhido a música em vez da família. Cody disse que não há muitos papéis complicados desempenhados por atrizes com mais de 50 anos, e Streep veio-lhe à cabeça quando ela estava escrevendo o argumento do filme. Este será o segundo filme que Streep e sua filha Gummer atuam juntas após o filme A Difícil Arte de Amar de 1986. Cody também comentou ao THR: "Vai ser muito emocionante vê-las atuarem, uma contra a outra, eu não posso imaginar algo parecido, embarcando com a minha mãe. Eu sinto que nós trabalharíamos com muitos materiais de fora."

### Filmagem
A primeira filmagem aconteceu a 1 de outubro de 2014 em Nova Iorque. A filmagem principal do filme começou a ser feita a 13 de outubro de 2014, em Rye, Nova Iorque. No dia 14 de outubro, Streep foi flagrada filmando algumas cenas em Numi & Co., um salão de beleza localizado em Rye. Em 3 de novembro, ela também foi vista filmando em Nyack, Nova Iorque.

## Lançamento
Em 6 de maio de 2014, a Sony e a TriStar anunciaram o lançamento do filme para 26 de junho de 2015. Mas posteriormente a data foi alterada para 7 de agosto de 2015. Em Portugal o filme estreia a 3 de setembro de 2015, sob a distribuição da Big Picture Films e no Brasil a 3 de setembro do mesmo ano, sob a distribuição da Sony Pictures Brasil.